# Armin Franulic
Armin Franulic, né le 8 août 1943 à La Paz et mort le 19 juin 2021,, est un pilote bolivien de rallyes et sur circuits.

## Biographie
Armin Franulic a débuté la compétition sur le tard, à 33 ans, le 21 août 1976 au Gran Premio Nacional de Torino en Argentine (abandon ; puis classé second cinq fois consécutivement, à partir de 1977).
Il a remporté plus de 125 compétitions automobiles dans son pays : 129 exactement sur les 196 dans lesquelles il s'est engagé, le record mondial étant de 131 par le belge Gilbert Staepelaere, tous deux devançant les 115 victoires de l'américain John Buffum ; et il a battu plusieurs records de vitesse pure.
Il a également participé à 4 rallyes du WRC, ainsi qu'au Pikes Peak International Hill Climb en 1991.

## Palmarès

### Titres
- Vice-champion d'Amérique du Sud des Rallyes Codasur : 1999 (participant à 6 épreuves) ;
- Champion de Bolivie à 8 reprises (titre groupé, des rallyes et sur circuits, 4 fois organisé par l'Automóvil Club Boliviano, puis 3 fois par la Federación Boliviana de Automovilismo Deportivo) : 1984, 1985, 1986, 1987, 1988, 1992, 1995, et 2007 (devançant en 2007 seulement son compatriote Dieter Hübner, septuple champion national de 1963 à 1977) ;
- 3 titres de Champion régional.

### Victoires notables
- 5 Gran Premio Nacional del Bolivia (dit « le GPN », sur le circuit de la capitale, La Paz) :  1989, 1992, 1998, 1999 (245,988 km/h de vitesse de pointe enregistrée alors - record de l'épreuve), et 2007.